# 明登 (紐約州)
明登（英語：Minden）是一個位於美國紐約州蒙哥馬利縣的鎮。

## 人口
根據2020年美國人口普查的數據，明登的面積為133.22平方千米，當中陸地面積為132.08平方千米，而水域面積為1.14平方千米。當地共有人口4166人，而人口密度為每平方千米31人。